# Sporobolus caespitosus
Sporobolus caespitosus Kunth es una especie botánica de pastos en la familia de las Poaceae. Es endémica de las islas de Santa Elena y de Ascensión.
Está amenazada por pérdida de hábitat.

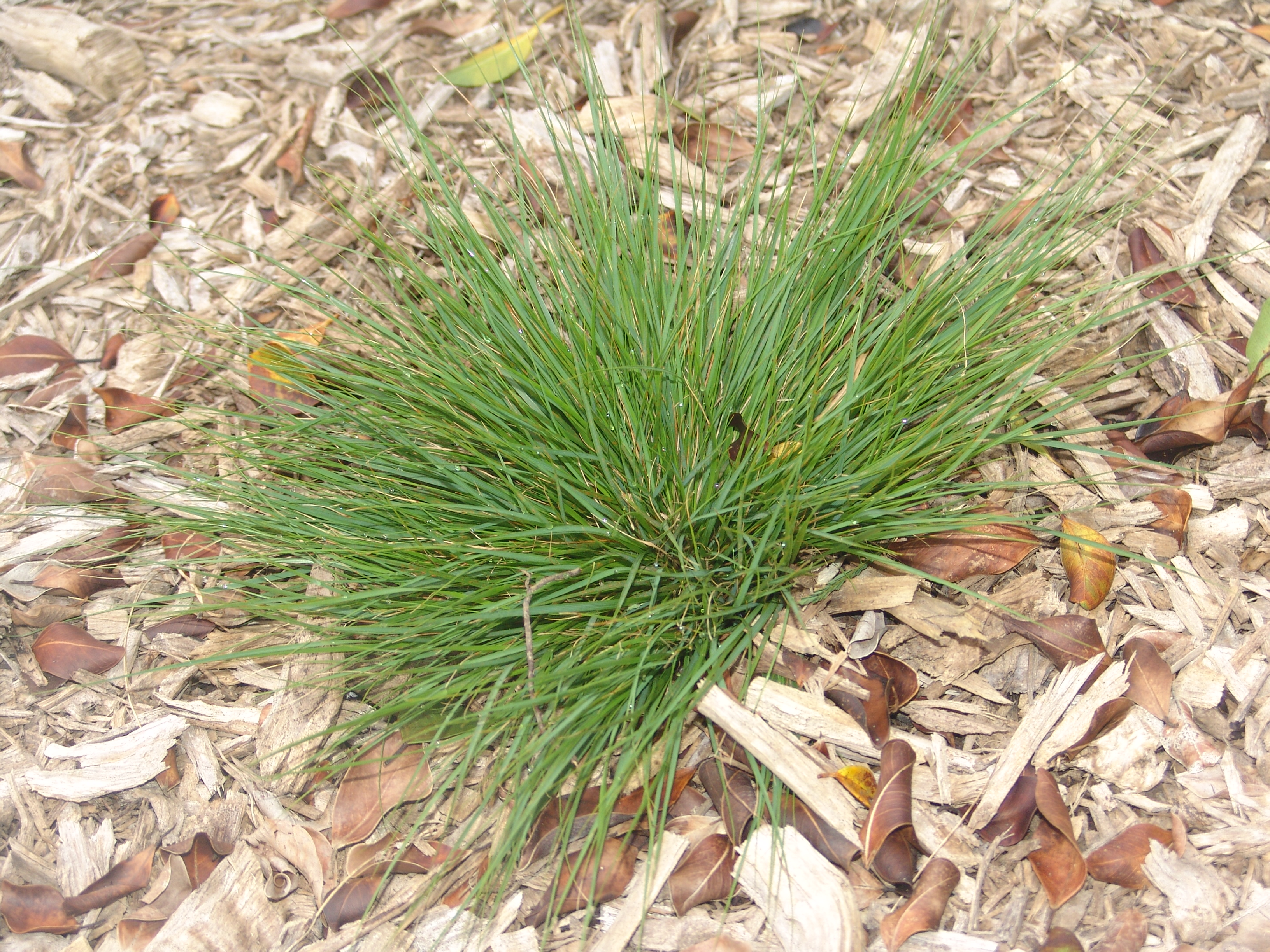
Vista de la planta

## Descripción
Se encuentra en Green Mountain, como parte de una única población, ya que todos se producen a unos 500 metros el uno del otro. La subpoblación es muy pequeña y aislada de esta localidad principal. No hay datos directos para indicar cambios en la calidad del hábitat, pero un descenso general se infiere de las observaciones de los autores. Las localidades existentes se están siendo gradualmente invadidas por las malas hierbas invasoras y se mantienen actualmente abiertas solo por la dirección. Los números también son mantenidos por la replantación de los individuos en el medio natural. Estas actividades podrían cesar si el trabajo del Departamento de Conservación se interrumpe en el futuro, y la situación política y financiera inusual en Ascensión (los habitantes de la isla no tienen derecho de residencia y una población humana solo se mantiene al servicio de las bases de comunicaciones militares) hacen tal escenario una posibilidad. Además, se sabe que las subpoblaciones son muy vulnerables y catástrofes pequeñas es probable que ocurran periódicamente, y son probablemente más regulares que la colonización de nuevos sitios, lo que es un acontecimiento raro debido a la falta de lugares adecuados, lo que conduce a pérdidas totales. Por tanto, esta especie está clasificada como muy vulnerable.

## Taxonomía
Sporobolus caespitosus fue descrita por Carl Sigismund Kunth y publicado en Révision des Graminées 2: 423 t. 125. 1831.
Etimología
Sporobolus: nombre genérico que deriva del griego spora (semillas) y ballein (tirar), aludiendo a la semilla cuando se libera y (probablemente) por la manera, a veces por la fuerza, de su lanzamiento.
caespitosus: epíteto latino que significa "cespitosa".
Sinonimia
- Vilfa caespitosa (Kunth) Trin.[3][4]